# Hệ tọa độ thiên hà

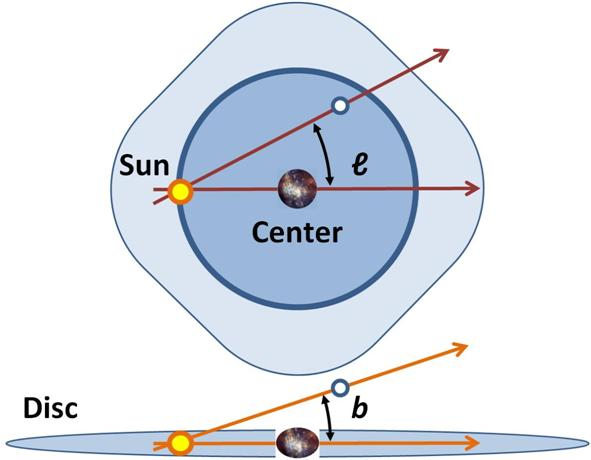
Hệ tọa độ thiên hà lấy Mặt Trời làm điểm gốc. Kinh độ thiên hà (l) được đo với hướng cơ bản từ Mặt Trời tới trung tâm của Ngân Hà trên mặt phẳng Ngân Hà, trong khi vĩ độ thiên hà (b) là góc của thiên thể so với mặt phẳng của Ngân Hà.

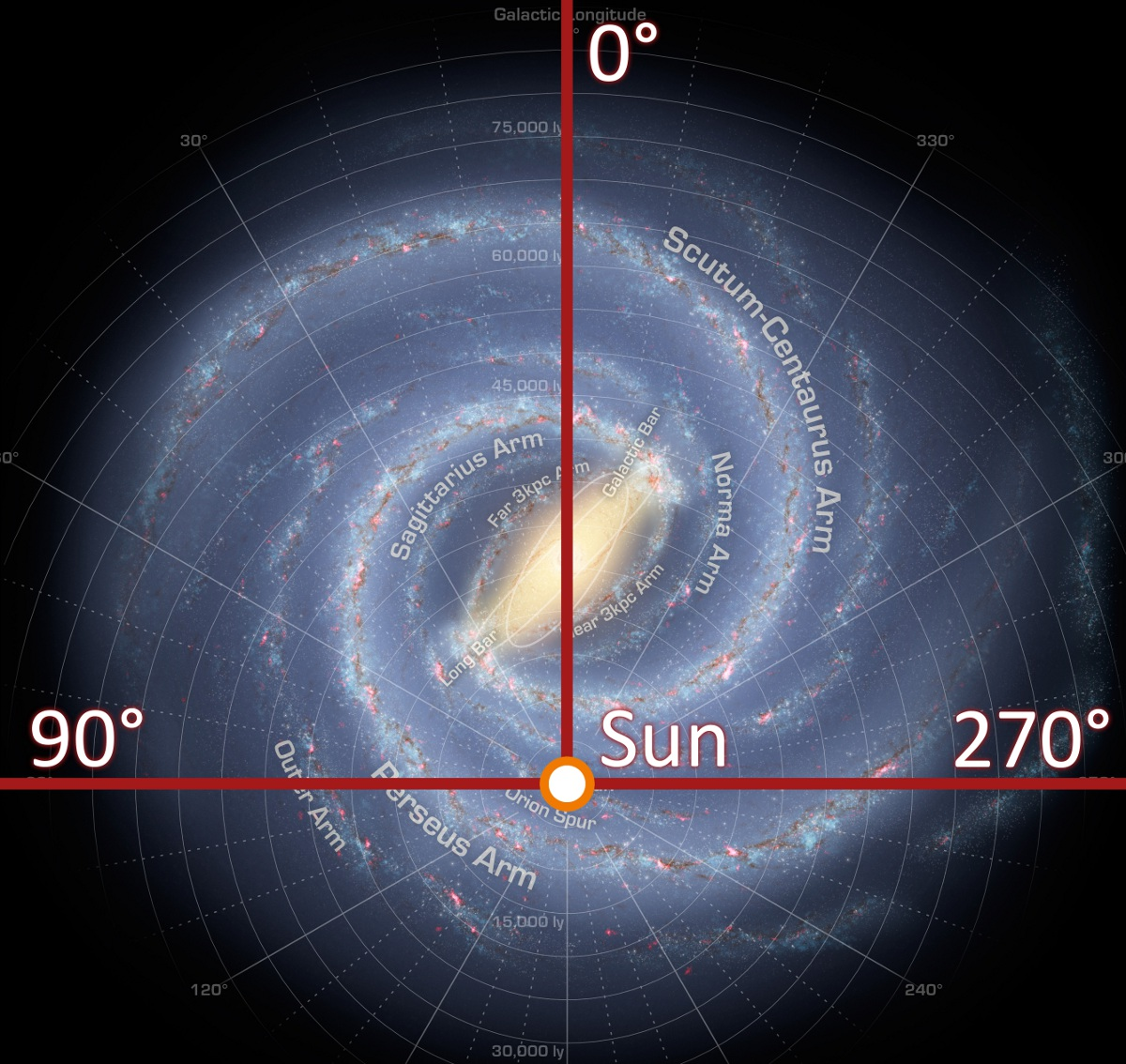
Mô tả đồ họa về Ngân Hà và kinh độ thiên hà. Một vectơ trên mặt phẳng Ngân Hà trùng với hướng có kinh độ bằng 0° cắt qua nhiều nhánh ngoài và đi qua trung tâm thiên hà. Kinh độ 180° đối nghịch gồm các điểm nằm trên phần ít hơn của Ngân Hà.

Hệ tọa độ thiên hà (hay hệ tọa độ Ngân Hà) là một hệ tọa độ thiên văn mặt cầu. Hệ tọa độ này hữu ích trong nghiên cứu dải Ngân Hà.
Mặt phẳng tham chiếu (hay mặt phẳng cơ bản) của hệ tọa độ thiên hà song song với một xấp xỉ mặt phẳng của Ngân Hà nhưng lệch về phía bắc. Điểm gốc tọa độ không đặt tại trung tâm Ngân Hà mà đặt tại Mặt Trời, bởi tới nay tất cả quan sát thiên văn đều được thực hiện bên trong hệ Mặt Trời. Tọa độ thiên hà có quy ước thuận tay phải, có nghĩa là chiều dương của tọa độ là chiều từ bắc tới đông trên mặt phẳng tham chiếu. Các tọa độ của hệ tọa độ thiên hà gồm:
- Kinh độ thiên hà {\displaystyle l} là tọa độ góc của thiên thể, được tính ngược chiều kim đồng hồ trên mặt phẳng Ngân Hà (khi nhìn từ phía bắc Ngân Hà). Kinh độ thiên hà có thể được đo bằng độ (°) hoặc giờ (h), tương tự kinh độ Trái Đất.
- Vĩ độ thiên hà {\displaystyle b} được tính theo phương thẳng đứng (trực giao với mặt phẳng Ngân Hà), chiều dương hướng về phía bắc (của Ngân Hà), và âm hướng về phía nam.[3] Vĩ độ thiên hà thường được đo bằng độ (°), tương tự vĩ độ Trái Đất.
- Khoảng cách {\displaystyle r} đôi khi được thêm vào là tọa độ thứ ba của hệ tọa độ cầu này, nó là khoảng cách từ Mặt Trời tới điểm của thiên thể, theo hướng được xác định bởi kinh độ và vĩ độ. Khoảng cách thường được đo bằng đơn vị năm ánh sáng hoặc parsec.

Giao tuyến của mặt phẳng Ngân Hà với thiên cầu được gọi là xích đạo thiên hà.
Năm 1958, các tọa độ thiên hà (tới nay vẫn được sử dụng) được IAU định nghĩa dựa theo quan trắc vô tuyến qua các vạch hydro thiên hà và các giá trị (trong kỷ nguyên Bessel) được xác định như sau:
- Cực thiên hà bắc (vĩ độ thiên hà +90°): xích kinh {\displaystyle \alpha =12\,\mathrm {h} \ 49\,\mathrm {min} }, xích vĩ {\displaystyle \delta =+27{,}40^{\circ }} (thuộc chòm sao Hậu Phát hay Coma Berenices).
- Trung tâm thiên hà (vĩ độ thiên hà 0°, kinh độ thiên hà 0°): {\displaystyle \alpha =17\,\mathrm {h} \ 42.4\,\mathrm {min} } và {\displaystyle \delta =-28{,}92^{\circ }} (thuộc chòm sao Nhân Mã hay Sagittarius).
- Mặt phẳng Ngân Hà hợp với xích đạo thiên cầu góc hơn {\displaystyle 90^{\circ }-27.4^{\circ }=62.6^{\circ }}.

Sau khi tọa độ thiên hà được định nghĩa như trên, người ta phát hiện ra rằng "kinh tuyến gốc" (kinh độ 0°) của tọa độ thiên hà lệch so với trung tâm thiên hà thực sự tại nguồn sóng vô tuyến Sagittarius A* khoảng 0.07°.

## Định nghĩa
Hệ tọa độ thiên hà đầu tiên được sử dụng bởi William Herschel năm 1785. Một số các hệ tọa độ khác nhau, mỗi hệ khác biệt một vài độ đã được sử dụng cho tới năm 1932 khi Đài thiên văn Lund thiết lập một tập hợp các bảng tính toán chuyển đổi định nghĩa một hệ tọa độ thiên hà tiêu chuẩn dựa trên một giá trị cực thiên hà bắc tại RA 12h 40m, dec +28° (theo quy ước của kỷ nguyên B1900.0) và kinh độ 0° tại giao điểm mặt phẳng thiên hà với mặt phẳng xích đạo.
Liên đoàn Thiên văn Quốc tế (IAU) năm 1958 định nghĩa tọa độ thiên hà tham chiếu theo các quan trắc vô tuyến về hydro trung hòa trong Ngân Hà qua phổ vạch hydro, thay đổi định nghĩa của kinh độ thiên hà 32° và vĩ độ 1.5° so với ban đầu.  Trong hệ tọa độ xích đạo, đối với điểm phân và xích đạo của 1950.0, cực thiên hà bắc được định nghĩa tại xích kinh 12h 49m, xích vĩ +27.4°, thuộc chòm sao Coma Berenices, với sai số khả dĩ ±0.1°.  Kinh độ 0° là nửa đường tròn lớn xuất phát từ điểm này dọc theo đường với góc vị trí 123° so với cực xích đạo. Kinh độ thiên hà tăng theo cùng chiều của xích kinh. Vĩ độ thiên hà có chiều dương tọa độ tới cực thiên hà bắc, mặt phẳng đi qua Mặt Trời và song song với xích đạo thiên hà có vĩ độ 0°, còn các cực thiên hà có vĩ độ ±90°. Dựa trên định nghĩa này, các cực và xích đạo thiên hà có thể được tìm ra từ lượng giác cầu và có thể được điều chỉnh tuế sai cho các kỷ nguyên khác; xem bảng dưới.
| | Xích kinh        | Xích vĩ            | Chòm sao                        |
| Cực Bắc vĩ độ +90° | 12h 51.4m        | +27.13°            | Coma Berenices (gần 31 Com)     |
| Cực Nam vĩ độ −90° | 0h 51.4m         | −27.13°            | Sculptor (gần NGC 288)          |
| Trung tâm kinh độ 0° | 17h 45.6m        | −28.94°            | Sagittarius (tại Sagittarius A) |
| Đối trung tâm kinh độ 180° | 5h 45.6m         | +28.94°            | Auriga (gần HIP 27180)          |
| \| Cực thiên hà Bắc \| Cực thiên hà Nam \| Trung tâm thiên hà \| \| ---------------- \| ---------------- \| ------------------ \| |                  |                    |                                 |
| Cực thiên hà Bắc | Cực thiên hà Nam | Trung tâm thiên hà |                                 |

IAU khuyến nghị rằng trong giai đoạn chuyển giao từ hệ trước 1958 tới hệ mới, kinh độ và vĩ độ cũ nên được ký hiệu là lI và bI, trong khi kinh độ và vĩ độ mới nên được ký hiệu là lII và bII. Quy ước này đôi khi được thấy sử dụng.
Nguồn phát sóng vô tuyến Sagittarius A*, dấu hiệu vật lý tốt nhất của trung tâm thiên hà thực sự, được phát hiện nằm tại tọa độ xích đạo 17h 45m 40.0409s, −29° 00′ 28.118″ (J2000). Làm tròn tới số chữ số thập phân như trong bảng, 17h 45.7m, −29.01° (J2000), có độ lệch khoảng 0.07° so với giá trị trung tâm đã được định nghĩa, và nằm đúng trong khoảng ước tính sai số ±0.1° năm 1958. Do vị trí của Mặt Trời hiện tại nằm ở khoảng cách 56.75 ± 6.20 ly phía bắc mặt phẳng, và định nghĩa hệ quy chiếu nhật tâm được thiết lập bởi IAU, tọa độ thiên hà của Sgr A* là vĩ độ +0° 07′ 12″ nam, kinh độ 0° 04′ 06″. Bởi theo định nghĩa hệ tọa độ thiên hà không quay theo thời gian, Sgr A* thực ra có kinh độ giảm với cùng tốc độ quay của Mặt Trời quanh Ngân Hà, Ω, xấp xỉ 5.7 mili giây cung trong một năm (xem hằng số Oort).

## Chuyển đổi giữa tọa độ xích đạo và thiên hà
Một thiên thể có tọa độ được biểu diễn trong hệ tọa độ xích đạo có thể được chuyển đổi sang hệ tọa độ thiên hà. Trong các phương trình sau đây, α là xích kinh, δ là xích vĩ. NGP chỉ giá trị tọa độ của cực thiên hà bắc và NCP chỉ các tọa độ của thiên cực bắc.
{\displaystyle {\begin{aligned}\sin(b)&=\sin(\delta _{\text{NGP}})\sin(\delta )+\cos(\delta _{\text{NGP}})\cos(\delta )\cos(\alpha -\alpha _{\text{NGP}})\\\cos(b)\sin(l_{\text{NCP}}-l)&=\cos(\delta )\sin(\alpha -\alpha _{\text{NGP}})\\\cos(b)\cos(l_{\text{NCP}}-l)&=\cos(\delta _{\text{NGP}})\sin(\delta )-\sin(\delta _{\text{NGP}})\cos(\delta )\cos(\alpha -\alpha _{\text{NGP}})\end{aligned}}}
Chuyển đổi ngược (thiên hà về xích đạo) có thể được thực hiện với các công thức chuyển đổi sau.
{\displaystyle {\begin{aligned}\sin(\delta )&=\sin(\delta _{\text{NGP}})\sin(b)+\cos(\delta _{\text{NGP}})\cos(b)\cos(l_{\text{NCP}}-l)\\\cos(\delta )\sin(\alpha -\alpha _{\text{NGP}})&=\cos(b)\sin(l_{\text{NCP}}-l)\\\cos(\delta )\cos(\alpha -\alpha _{\text{NGP}})&=\cos(\delta _{\text{NGP}})\sin(b)-\sin(\delta _{\text{NGP}})\cos(b)\cos(l_{\text{NCP}}-l)\end{aligned}}}

## Các chòm sao
Xích đạo thiên hà đi qua các chòm sao:
- Sagittarius
- Serpens
- Scutum
- Aquila
- Sagitta
- Vulpecula
- Cygnus
- Cepheus
- Cassiopeia
- Camelopardalis
- Perseus
- Auriga
- Taurus
- Gemini
- Orion
- Monoceros
- Canis Major
- Puppis
- Vela
- Carina
- Crux
- Centaurus
- Circinus
- Norma
- Ara
- Scorpius
- Ophiuchus

## Tọa độ trục vuông góc

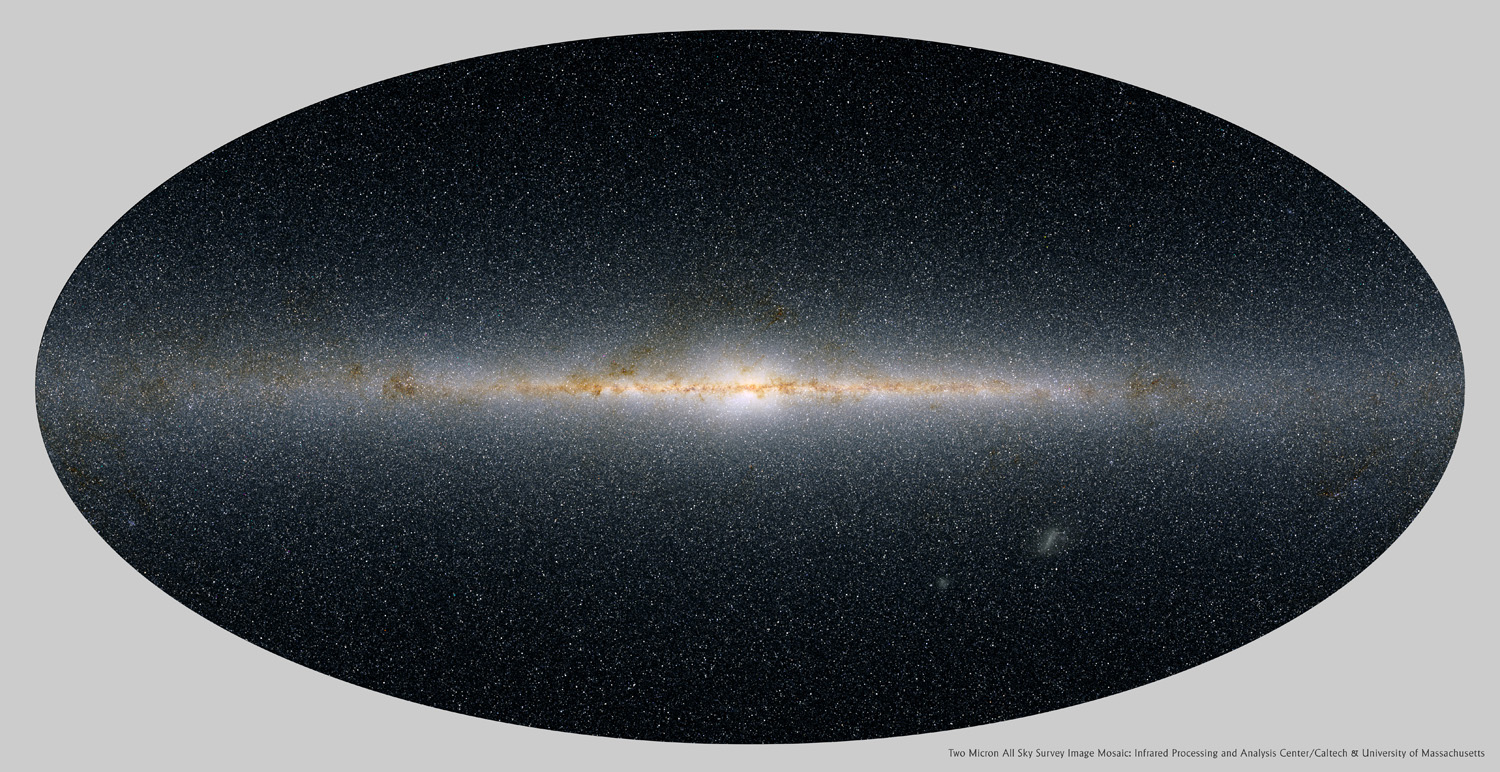
Hệ tọa độ thiên hà rất hữu ích trong các thăm dò định hướng thiên thể, nhờ vào tính dị hướng của mật độ sao trên bầu trời đêm, bao gồm cả các thăm dò yêu cầu mật độ sao lớn ở các vĩ độ thiên hà thấp, và các thăm dò yêu cầu mật độ sao thấp ở các vĩ độ thiên hà cao. Phép chiếu Mollweide đã được áp dụng cho bức hình này, và đặc biệt là trong các bản đồ sao sử dụng hệ tọa độ thiên hà.

Trong một số thăm dò thiên văn, hệ tọa độ trục vuông góc dựa trên hệ kinh độ, vĩ độ, và khoảng cách thiên hà có thể được sử dụng. Trong một vài nghiên cứu về tương lai hoặc quá khứ xa của vũ trụ, hệ tọa độ thiên hà được coi là đang chuyển động quay sao cho trục x luôn hướng về trung tâm của thiên hà.
Có hai biến thể tọa độ trục vuông góc chính của hệ tọa độ thiên hà, thường được sử dụng trong tính toán vận tốc vũ trụ của các thiên thể thiên hà. Trong các hệ này các trục xyz được ký hiệu là UVW, nhưng cách định nghĩa tùy theo tác giả. Trong một hệ trục vuông góc, trục U được hướng tới trung tâm thiên hà (l = 0°), và nó là một hệ thuận tay phải (chiều dương tọa độ hướng tới phía đông và tới cực thiên hà bắc); trong một hệ khác, trục U được chỉ tới điểm đối trung tâm thiên hà (l = 180°), và là hệ thuận tay trái (chiều dương tọa độ cũng hướng tới phía đông và tới cực thiên hà bắc).